# Montia fontana subsp. amporitana
Montia fontana subsp. amporitana é uma subespécie de planta com flor pertencente à família Portulacaeae. 
A autoridade científica da subespécie é Sennen, tendo sido publicada em Bulletin de géographie botanique; organe mensuel de l’Académie Internationale de Botanique 21: 110. 1911.
Os seus nomes comuns são marujinha, merujes ou merujinha.

## Portugal
Trata-se de uma subespécie presente no território português, nomeadamente em Portugal Continental.
Em termos de naturalidade é nativa da região atrás indicada.

## Protecção
Não se encontra protegida por legislação portuguesa ou da Comunidade Europeia.